# Bunceton
Bunceton é uma cidade localizada no estado americano de Missouri, no Condado de Cooper.

## Demografia
Segundo o censo americano de 2000, a sua população era de 348 habitantes. 
Em 2006, foi estimada uma população de 360, um aumento de 12 (3.4%).

## Geografia
De acordo com o Departamento do Censo dos Estados Unidos tem uma área de 2,4 km², dos quais 2,4 km² cobertos por terra e 0,0 km² cobertos por água. Bunceton localiza-se a aproximadamente 225 m acima do nível do mar.

## Localidades na vizinhança
O diagrama seguinte representa as localidades num raio de 20 km ao redor de Bunceton. 